# Textile traditionnel des Li
Les techniques du textile traditionnel des Li sont employées par les femmes du groupe ethnique des Li, dans la province chinoise du Hainan.

## Présentation
Des vêtements et d’autres objets usuels sont produits à partir du coton, du chanvre et d'autres fibres.
Les techniques comprennent notamment l'ikat, la broderie double-face, et le tissage jacquard simple face.
« Les techniques textiles traditionnelles des Li : filage, teinture, tissage et broderie » ont été inscrites en 2009 par l'UNESCO sur
la liste du patrimoine immatériel nécessitant une sauvegarde urgente car le nombre de femmes maîtrisant ces techniques a fortement diminué ces dernières décennies. Après examen, la pratique est transférée sur la liste représentative en 2024.

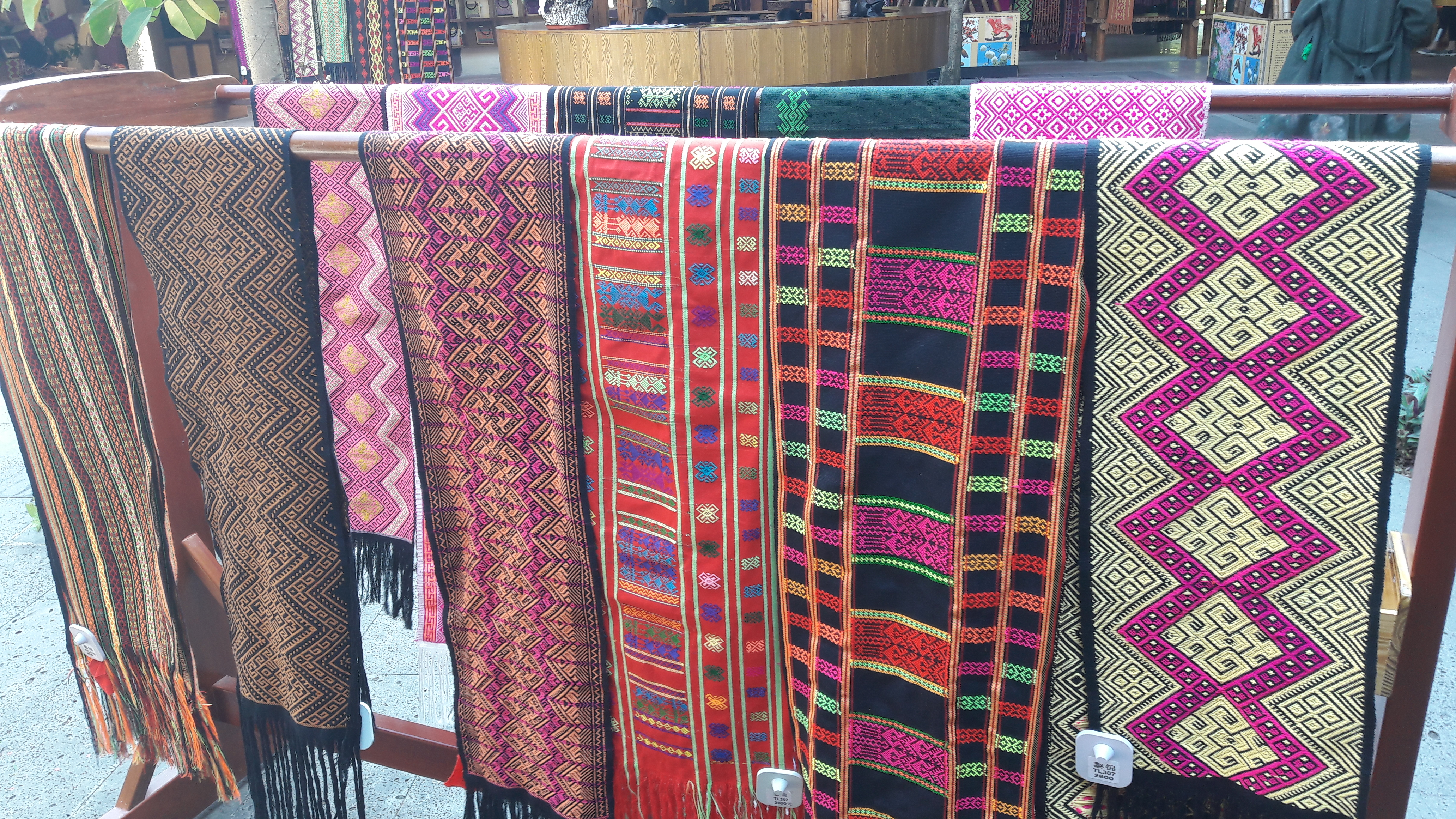
Textile typique des Li

L'île de Hainan où vivent les Li